# Tegostoma subditalis
Tegostoma subditalis là một loài bướm đêm trong họ Crambidae.